# キング・グリーン
キング・グリーン（King Green、1986年9月9日 - ）は、アメリカ合衆国の男性総合格闘家。カリフォルニア州サンバーナーディーノ出身。ピナクルMMA所属。元KOTC世界ライト級王者。元KOTC世界ジュニアウェルター級王者。

## 来歴
5歳の時に父親が投獄され、母親が薬物依存症であったため里子となった。高校2年生時にレスリングを始め、州のトーナメントに2度入賞した。その後、子供を養うために倉庫の作業員として働きながら総合格闘技を始めた。

### KOTC
2009年2月27日、KOTC初出場となったKOTC: Immortalでジョン・ウロアと対戦し、腕ひしぎ十字固めで1R一本勝ち。
2010年2月25日、KOTC: ArrivalのKOTC世界ジュニアウェルター級タイトルマッチで王者リッキー・レジャーに挑戦し、右フックでダウンを奪いパウンドで1RTKO勝ち。王座獲得に成功した。
2010年8月13日、KOTC: Imminent DangerのKOTC世界ジュニアウェルター級タイトルマッチで挑戦者ダロン・クルックシャンクと対戦し、ギロチンチョークで2R一本勝ち。王座の初防衛に成功した。
2010年10月7日、KOTC: InfernoのKOTC世界ジュニアウェルター級タイトルマッチで挑戦者ティム・ミーンズと対戦し、2R終了時に試合を棄権しTKO負け。王座から陥落した。
2011年4月21日、KOTC: Moral VictoryのKOTC世界ライト級タイトルマッチで王者ドム・オグラディに挑戦し、3-0の5R判定勝ち。王座獲得に成功し、KOTC二階級制覇を達成した。

### UFC
2013年2月2日、UFC初出場となったUFC 156でジェイコブ・ヴォルクマンと対戦し、リアネイキドチョークで3R一本勝ち。サブミッション・オブ・ザ・ナイトを受賞した。
2014年7月26日、UFC on FOX 12でライト級ランキング3位のジョシュ・トムソンと対戦し、2-1の判定勝ち。
2014年11月22日、UFC Fight Night: Edgar vs. Swansonでライト級ランキング11位のエジソン・バルボーザと対戦し、0-3の判定負け。
2016年6月4日、UFC 199でライト級ランキング11位のダスティン・ポイエーと対戦し、左フックでダウンを奪われパウンドで1RKO負け。
2017年10月7日、UFC 216でランド・バンナータと対戦し、1-1の判定ドロー。ファイト・オブ・ザ・ナイトを受賞した。
2020年8月1日、UFC Fight Night: Brunson vs. Shahbazyanでランド・バンナータと再戦し、3-0の判定勝ち。ファイト・オブ・ザ・ナイトを受賞した。
2021年8月7日、UFC 265でラファエル・フィジエフと対戦。激しい打撃戦を繰り広げたものの、僅差で0-3の判定負け。ファイト・オブ・ザ・ナイトを受賞した。
2021年11月6日、UFC 268でアル・アイアキンタと対戦し、1Rに右ストレートでダウンを奪いパウンドでTKO勝ち。パフォーマンス・オブ・ザ・ナイトを受賞した。
2022年2月12日、UFC 271でナスラット・ハクパラストと対戦し、ボクシングの攻防で終始圧倒して3-0の判定勝ち。なお、この試合でエヴァン・ダナムが保持していたUFCライト級の最多合計有効打数記録を更新した。
2022年2月26日、前戦から14日後の試合となったUFC Fight Night: Makhachev vs. Greenでライト級ランキング4位のイスラム・マカチェフと対戦し、パウンドで1RTKO負け。足首の負傷で欠場したベニール・ダリウシュの代役を受けての緊急出場であった。
2022年10月7日、5月16日に行われた抜き打ち薬物検査で、グリーンから禁止薬物デヒドロエピアンドロステロン（DHEA）の陽性反応が検出され、グリーンは小売店で市販されているデヒドロエピアンドロステロンのサプリメントを購入した証拠を提出して短期間の使用であったことが確認されたため、米国アンチ・ドーピング機関（USADA）は出場停止期間を短縮し、グリーンに6カ月間の出場停止処分を科した。
2022年12月17日、UFC Fight Night: Cannonier vs. Stricklandでドリュー・ドーバーと対戦。スタンドの攻防で優勢に試合を進めるも、2Rに左フックで逆転のKO負け。ファイト・オブ・ザ・ナイトを受賞した。
2023年7月29日、UFC 291で元UFC世界ライト級暫定王者トニー・ファーガソンと対戦し、肩固めで絞め落とし3R一本勝ち。パフォーマンス・オブ・ザ・ナイトを受賞した。
2023年10月7日、UFC Fight Night: Dawson vs. Greenでライト級ランキング10位のグラント・ドーソンと対戦。試合前のオッズでは圧倒的不利と目されていたが、左ストレートでダウンを奪いパウンドで開始33秒のKO勝ち。2試合連続のパフォーマンス・オブ・ザ・ナイトを受賞した。
2023年12月2日、UFC on ESPN: Dariush vs. Tsarukyanでライト級ランキング12位のジェイリン・ターナーと対戦し、テンプルへの右ストレートでダウンを奪われパウンドで1RKO負け。当初は同大会でライト級ランキング9位のダン・フッカーと対戦予定であったが、フッカーが腕を骨折し欠場したためターナーとの対戦に変更された。

## 人物・エピソード
- 2024年7月、ニックネームをとって法的な氏名をボビー・グリーンからキング・グリーンに変更した[16]。

## 戦績
| 総合格闘技 戦績 | 総合格闘技 戦績 | 総合格闘技 戦績 | 総合格闘技 戦績 | 総合格闘技 戦績 | 総合格闘技 戦績 | 総合格闘技 戦績 |
| --------------- | --------------- | --------------- | --------------- | --------------- | --------------- | --------------- |
| 51 試合         | (T)KO           | 一本            | 判定            | その他          | 引き分け        | 無効試合        |
| 32 勝           | 11              | 9               | 12              | 0               | 1               | 1               |
| 17 敗           | 6               | 3               | 8               | 0               | 1               | 1               |

| 勝敗 | 対戦相手                                 | 試合結果                                       | 大会名                                                               | 開催年月日     |
| ×    | マウリシオ・ルフィ                       | 1R 2:07 KO（右スピニングホイールキック）       | UFC 313: Pereira vs. Ankalaev                                        | 2025年3月8日   |
| ×    | パディ・ピンブレット                     | 1R 3:22 三角絞め                               | UFC 304: Edwards vs. Muhammad 2                                      | 2024年7月27日  |
| ○    | ジム・ミラー                             | 5分3R終了 判定3-0                              | UFC 300: Pereira vs. Hill                                            | 2024年4月13日  |
| ×    | ジェイリン・ターナー                     | 1R 2:49 KO（右ストレート→パウンド）            | UFC on ESPN 52: Dariush vs. Tsarukyan                                | 2023年12月2日  |
| ○    | グラント・ドーソン                       | 1R 0:33 KO（左ストレート→パウンド）            | UFC Fight Night: Dawson vs. Green                                    | 2023年10月7日  |
| ○    | トニー・ファーガソン                     | 3R 4:54 肩固め                                 | UFC 291: Poirier vs. Gaethje 2                                       | 2023年7月29日  |
| －   | ジャレッド・ゴードン                     | 1R 4:35 ノーコンテスト（偶発的なバッティング） | UFC Fight Night: Pavlovich vs. Blaydes                               | 2023年4月22日  |
| ×    | ドリュー・ドーバー                       | 2R 2:45 KO（左フック）                         | UFC Fight Night: Cannonier vs. Strickland                            | 2022年12月17日 |
| ×    | イスラム・マカチェフ                     | 1R 3:23 TKO（パウンド）                        | UFC Fight Night: Makhachev vs. Green                                 | 2022年2月26日  |
| ○    | ナスラット・ハクパラスト                 | 5分3R終了 判定3-0                              | UFC 271: Adesanya vs. Whittaker 2                                    | 2022年2月12日  |
| ○    | アル・アイアキンタ                       | 1R 2:25 TKO（右ストレート→パウンド）           | UFC 268: Usman vs. Covington 2                                       | 2021年11月6日  |
| ×    | ラファエル・フィジエフ                   | 5分3R終了 判定0-3                              | UFC 265: Lewis vs. Gane                                              | 2021年8月7日   |
| ×    | ティアゴ・モイゼス                       | 5分3R終了 判定0-3                              | UFC Fight Night: Hall vs. Silva                                      | 2020年10月31日 |
| ○    | アラン・パトリック                       | 5分3R終了 判定3-0                              | UFC Fight Night: Waterson vs. Hill                                   | 2020年9月12日  |
| ○    | ランド・バンナータ                       | 5分3R終了 判定3-0                              | UFC Fight Night: Brunson vs. Shahbazyan                              | 2020年8月1日   |
| ○    | クレイ・グイダ                           | 5分3R終了 判定3-0                              | UFC on ESPN 11: Blaydes vs. Volkov                                   | 2020年6月20日  |
| ×    | フランシスコ・トリナウド                 | 5分3R終了 判定0-3                              | UFC Fight Night: Błachowicz vs. Jacaré                               | 2019年11月16日 |
| ×    | ドラッカー・クロース                     | 5分3R終了 判定0-3                              | UFC on FOX 31: Lee vs. Iaquinta 2                                    | 2018年12月15日 |
| ○    | エリック・コク                           | 5分3R終了 判定3-0                              | UFC on FOX 27: Jacare vs. Brunson 2                                  | 2018年1月27日  |
| △    | ランド・バンナータ                       | 5分3R終了 判定1-1                              | UFC 216: Ferguson vs. Lee                                            | 2017年10月7日  |
| ×    | ラシッド・マゴメドフ                     | 5分3R終了 判定1-2                              | UFC on FOX 24: Johnson vs. Reis                                      | 2017年4月15日  |
| ×    | ダスティン・ポイエー                     | 1R 2:53 KO（左フック→パウンド）                | UFC 199: Rockhold vs. Bisping 2                                      | 2016年6月4日   |
| ×    | エジソン・バルボーザ                     | 5分3R終了 判定0-3                              | UFC Fight Night: Edgar vs. Swanson                                   | 2014年11月22日 |
| ○    | ジョシュ・トムソン                       | 5分3R終了 判定2-1                              | UFC on FOX 12: Lawler vs. Brown                                      | 2014年7月26日  |
| ○    | パット・ヒーリー                         | 5分3R終了 判定3-0                              | UFC on FOX 9: Johnson vs. Benavidez 2                                | 2013年12月14日 |
| ○    | ジェームス・クラウス                     | 1R 3:50 TKO（左ミドルキック）                  | UFC: Fight for the Troops 3                                          | 2013年11月6日  |
| ○    | ジェイコブ・ヴォルクマン                 | 3R 4:25 リアネイキドチョーク                   | UFC 156: Aldo vs. Edgar                                              | 2013年2月2日   |
| ○    | マット・ライスハウス                     | 5分3R終了 判定3-0                              | Strikeforce: Rousey vs. Kaufman                                      | 2012年8月18日  |
| ○    | ジェームス・テリー                       | 5分3R終了 判定2-1                              | Strikeforce: Barnett vs. Cormier                                     | 2012年5月19日  |
| ○    | JP・リース                               | 3R 2:25 リアネイキドチョーク                   | Strikeforce Challengers: Britt vs. Sayers                            | 2011年11月18日 |
| ○    | チャロン・スペイン                       | 2R 2:54 肩固め                                 | Strikeforce Challengers: Larkin vs. Rossborough                      | 2011年9月23日  |
| ×    | ジェシアス・カバウカンチ                 | 5分3R終了 判定1-2                              | Strikeforce: Fedor vs. Henderson                                     | 2011年7月30日  |
| ○    | ドム・オグラディ                         | 5分5R終了 判定3-0                              | KOTC: Moral Victory 【KOTC世界ライト級タイトルマッチ】               | 2010年4月21日  |
| ×    | ティム・ミーンズ                         | 2R 5:00 TKO（棄権）                            | KOTC: Inferno 【KOTC世界ジュニアウェルター級タイトルマッチ】         | 2010年10月7日  |
| ○    | ダロン・クルックシャンク                 | 2R 2:39 ギロチンチョーク                       | KOTC: Imminent Danger 【KOTC世界ジュニアウェルター級タイトルマッチ】 | 2010年8月13日  |
| ○    | リッキー・レジャー                       | 1R 4:27 TKO（右フック→パウンド）               | KOTC: Imminent Danger 【KOTC世界ジュニアウェルター級タイトルマッチ】 | 2010年2月25日  |
| ○    | チャールズ・"クレイジーホース"・ベネット | 1R 2:17 KO（右フック→パウンド）                | KOTC: Fight 4 Hope                                                   | 2009年12月17日 |
| ×    | デビッド・ミッチェル                     | 1R 0:54 トーホールド                           | TPF 2: Brawl in the Hall                                             | 2009年12月3日  |
| ○    | セヴァク・マガキアン                     | 1R 2:24 TKO（パンチ連打）                      | Respect in the Cage 2                                                | 2009年11月20日 |
| ○    | ジェフ・トーチ                           | 1R 1:29 ギブアップ（パウンド）                 | KOTC: Jolted                                                         | 2009年10月3日  |
| ○    | ジョン・ウロア                           | 1R 腕ひしぎ十字固め                            | KOTC: Immortal                                                       | 2009年2月27日  |
| ×    | ダン・ローゾン                           | 1R 4:55 リアネイキドチョーク                   | Affliction: Day of Reckoning                                         | 2009年1月24日  |
| ○    | トビー・グリア                           | 1R 1:23 肩固め                                 | TFA 11 【TFAライト級タイトルマッチ】                                 | 2008年7月12日  |
| ○    | ハファエル・サロマオ                     | 1R 4:10 TKO（パンチ連打）                      | Warriors Fighting Championship 【WFCライト級トーナメント決勝】       | 2008年6月28日  |
| ○    | イスラエル・ジロン                       | 1R 2:47 KO（パンチ連打）                       | Warriors Fighting Championship 【WFCライト級トーナメント準決勝】     | 2008年6月28日  |
| ○    | サンティアゴ・マンサナレス               | 3分3R終了 判定2-1                              | Warriors Fighting Championship 【WFCライト級トーナメント準々決勝】   | 2008年6月28日  |
| ○    | レイモンド・アヤラ                       | 2R 1:59 チョーク                               | Total Fighting Alliance 10                                           | 2008年3月22日  |
| ○    | ハーマン・テラド                         | 3R 1:28 ギロチンチョーク                       | COF 11: No Mercy                                                     | 2008年3月8日   |
| ×    | ジョシュ・ガスキンス                     | 3分3R終了 判定0-3                              | Valor Fighting: Fight Night                                          | 2008年3月7日   |
| ○    | ヘンリー・ブリオネス                     | 1R 0:48 ギロチンチョーク                       | UCM 5 - Deadly Zone                                                  | 2008年2月23日  |
| ○    | ニール・エイブラムス                     | 3R 1:12 KO（パンチ）                           | Total Fighting Alliance 9                                            | 2008年1月19日  |

## 獲得タイトル
- 第13代KOTC世界ライト級王座（2010年）
- 第4代KOTC世界ジュニアウェルター級王座（2010年）
- TFAライト級王座（2008年）
- WFCライト級トーナメント優勝（2008年）

## 表彰
- UFC ファイト・オブ・ザ・ナイト（4回）
- UFC パフォーマンス・オブ・ザ・ナイト（3回）
- UFC サブミッション・オブ・ザ・ナイト（1回）